# Трахиандра кручёная
Трахиандра кручёная (лат. Trachyandra tortilis) — вид суккулентных растений рода Трахиандра (Trachyandra), семейства Асфоделовые (Asphodelaceae).

## Описание
Корневищный многолетник до 20 см высотой. Листья немногочисленные, ланцетные или линейно-ланцетные, поперечно-складчатые, реже плоские. Цветки белые или бледно-розовые, при основании пятнистые, в компактной метелке. Капсулы эллипсовидные, 5 мм длиной, на отогнутых цветоножках.

## Распространение
Природный ареал: ЮАР (Капская провинция). Корневищный геофит, произрастает в основном в субтропических биомах.

## Таксономия
Trachyandra tortilis (Baker) Oberm., первое упоминание в Bothalia 7: 745 (1962).

#### Этимология
Trachyandra: латинское родовое наименование от др.-греч. τραχύς, trachys — шероховатый и ἀνδρός, andros — мужчина.
tortilis: эпитет означающий «кручёный».

#### Синонимы
Гомотипные (основанные на одном и том же номенклатурном типе):
- Anthericum tortile Baker (1896)

Гетеротипные (основанные на разных номенклатурных типах):
- Anthericum oocarpum Schltr. ex Poelln. (1942)

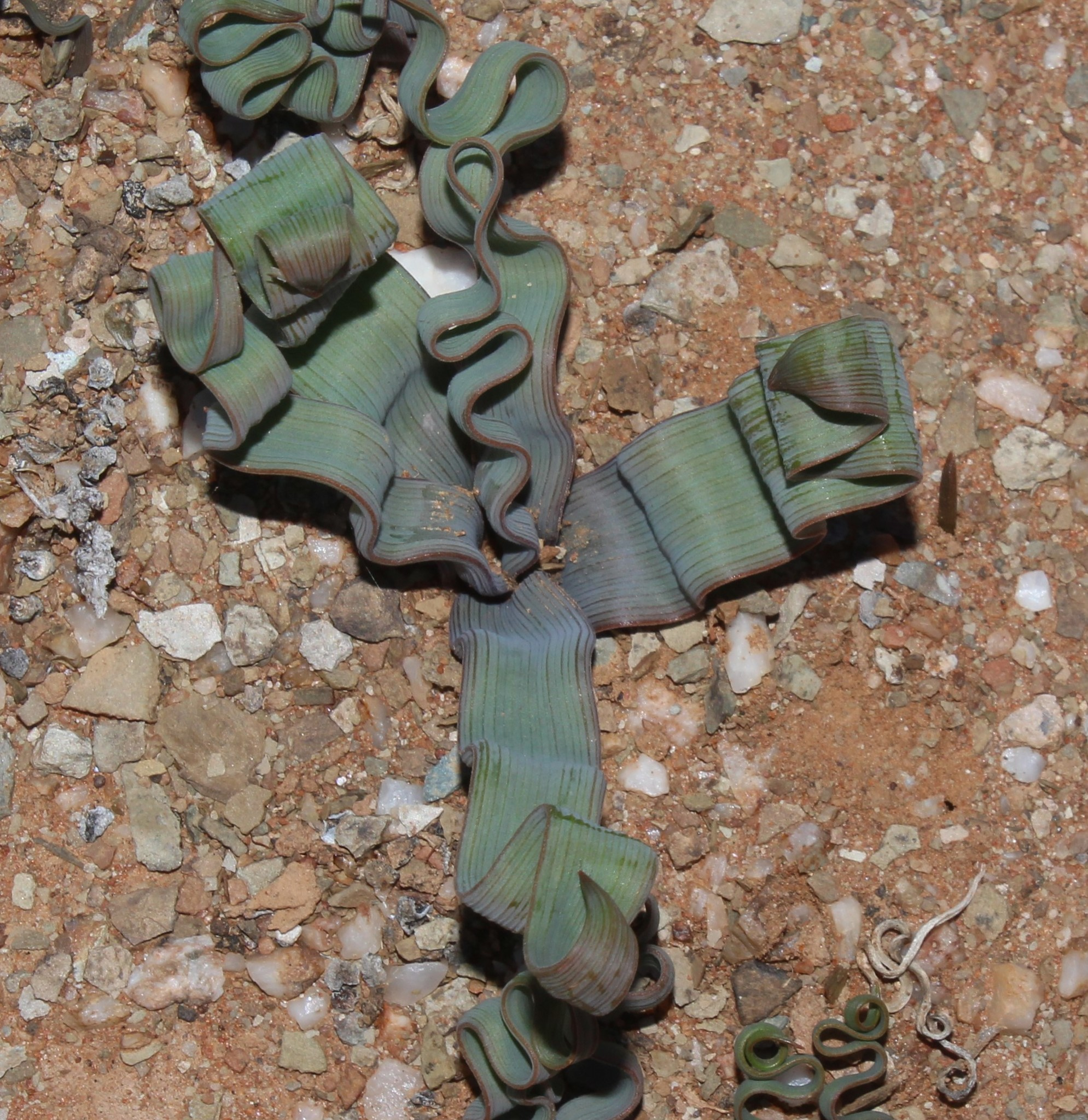
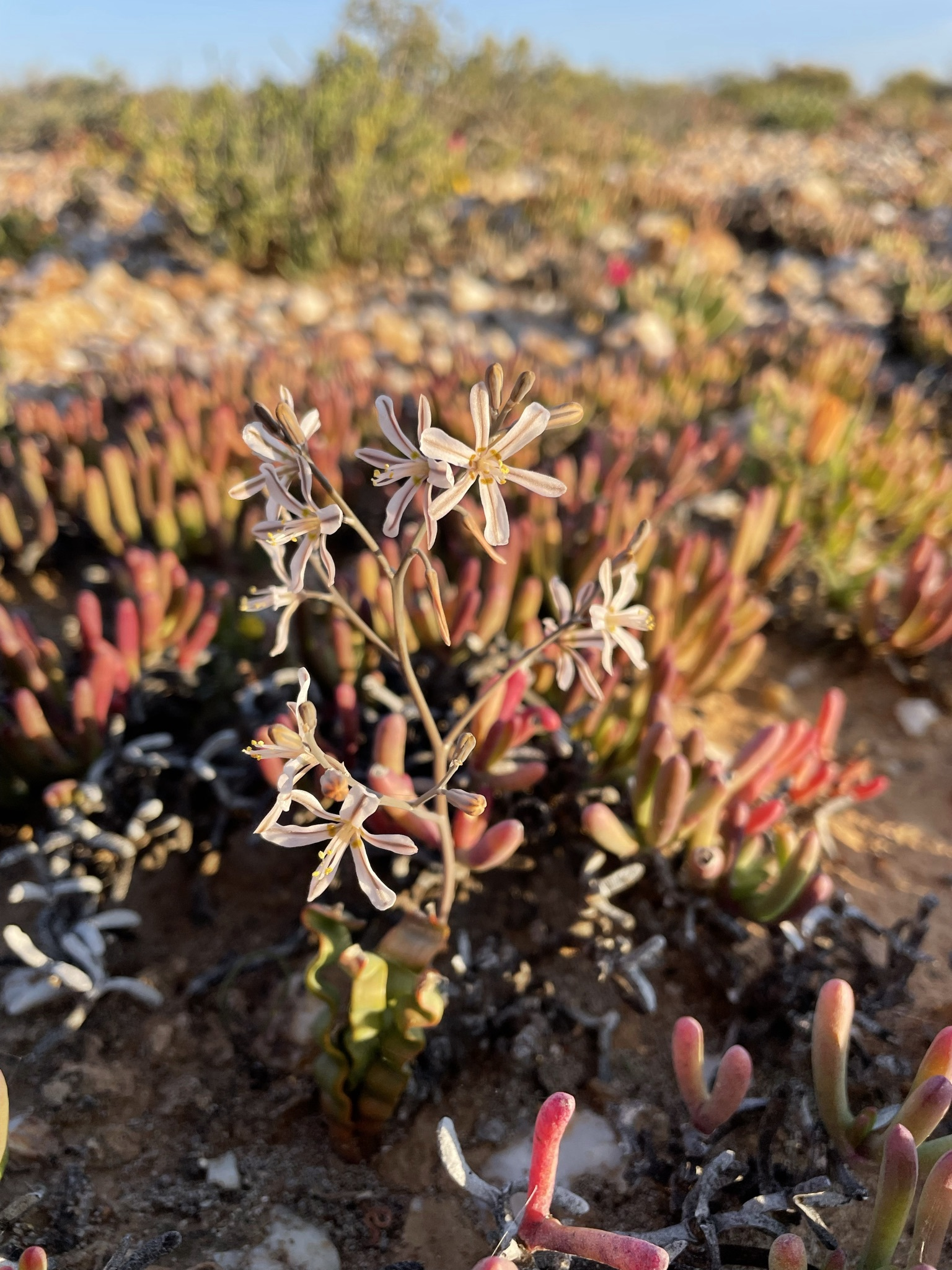

- Anthericum salteri F.M.Leight. (1938)

## Примечание
1. ↑  Trachyandra tortilis (Baker) Oberm. www.worldfloraonline.org. Дата обращения: 1 ноября 2022. Архивировано 1 ноября 2022 года.
2. 1 2 3 4  Trachyandra tortilis (Baker) Oberm. | Plants of the World Online | Kew Science (англ.). Plants of the World Online. Дата обращения: 1 ноября 2022. Архивировано 1 ноября 2022 года.
3. ↑  Trachyandra tortilis | CasaBio. casabio.org. Дата обращения: 1 ноября 2022. Архивировано 1 ноября 2022 года.